# Solitaire (Schiff)
Die Solitaire ist eines der weltweit grössten Rohrlegeschiffe. Das Arbeitsschiff befindet sich im Eigentum des schweizerischen Offshore-Dienstleisters Allseas und fährt heute unter der Flagge von Malta. Es wurde Ende 2014 von dem Neubau Pieter Schelte als weltweit grösster Rohrleger abgelöst.

## Geschichte
Das Schiff wurde 1971 bis 1972 als Baunummer 223 der Werft Mitsubishi Heavy Industries in Harima gebaut. Das Schiff war von der United International Shipping Corporation der Hendy International Company in Los Angeles in Auftrag gegeben worden und kam 1972 als Trentwood unter der Bereederung der United International Ore Carriers in Monrovia in Fahrt. Das ladegeschirrlose Massengutschiff mit achtern angeordnetem Deckshaus verfügte beim Bau über neun Luken und neun Laderäume, deren Tankdecke im Hinblick auf den Einsatz als Erzfrachter verstärkter ausgeführt worden waren. Die Trentwood hatte eine Tragfähigkeit von rund 130.000 Tonnen und einen Laderauminhalt von 139.800 m³. In den 1970er Jahren übernahm die United International Shipping Corporation aus Oakland das Schiff und liess es von der International Enterprises aus Monrovia bereedern. In den 1980er Jahren erwarb die Reederei Karanore aus Singapur die Trentwood und liess sie von der ebenfalls in Singapur ansässigen Singa Ship Management betreiben. Im Januar 1988 wurde der Erzfrachter für 7.335.000 US-Dollar an die Commercial Leasing aus Kopenhagen verkauft und als Interbulk Vanguard in Charter der Interbulk International Bulk Shipping aus Fredensborg von der Fastsail Maritime aus Manila betrieben. Ab September 1988 erwarb die Reederei Angmering aus Douglas auf der Isle of Man das Schiff für 10,7 Millionen US-Dollar und liess es erneut als Trentwood von Denholm Ship Management bereedern. Am 18. Mai 1990 übernahm die Kopenhagener Commercial Leasing das Schiff zum zweiten Mal und liess es als Akdeniz S der Sonmez Denizcilik ve Ticaret aus Istanbul in Bareboat-charter der Dragon Navigation betreiben. Ab Juli 1992 betrieb Commercial Leasing den Frachter nach Schwierigkeiten des türkischen Charterers als Comship unter Panamaflagge weiter.
Die panamaische Gesellschaft Atlantic Point kaufte das Schiff 1992 für Allseas Engineering der Heerema-Gruppe und benannte es in Solitaire I um. Im Jahr 1993 wurde das Schiff, dessen Umbau zum Kabelleger geplant war, auf die Pacific Ocean Shipping
Corporation aus Panama übertragen und verkürzte den Namen auf Solitaire. Der Umbau des Schiffes erfolgte aufgrund der Erfahrung, die Allseas mit der Lorelay, dem ersten Rohrleger mit dynamischer Positionierung, gesammelt hatte. Der Umbau wurde von der Werft Swan Hunter in Newcastle upon Tyne durchgeführt. Bei den Arbeiten wurden 9000 t Stahl in der Schiffsstruktur, 4000 t Ausrüstung, 3000 t Verrohrung und 1200 km Kabel installiert. Die Werft übernahm auch die Tests, Inbetriebnahme und unterstützte Allseas bei der Seeerprobung und den Pipelinelegetests. Nach ihrer Fertigstellung setzte sie neue Standards in Bezug auf Verlegeleistung und -tiefe für die Pipelinelege-Industrie. Im Gegensatz zu anderen Rohrlegern, die als Halbtaucher oder mit flachen Rümpfen konzipiert sind, besitzt sie eine konventionelle Rumpfform. Damit erreicht die Solitaire hohe Transfergeschwindigkeiten, eine gute Seegängigkeit und bietet im Rumpf und an Deck viel Platz zum Arbeiten. Dies wird auch in der Lagerkapazität von 22.000 t Rohren deutlich, was sie, gerade bei Hochseeeinsätzen, unabhängiger von Versorgungsschiffen macht.

## Technik und Ausrüstung

### Antrieb und dynamische Positionierung
Das Schiff bekam mit dem Umbau einen dieselelektrischen Antrieb. Die Basis dafür bilden acht Dieselmotoren des Typs Vasa 6 R 46 B des finnischen Unternehmens Wärtsilä mit einer Leistung von je 5850 Kilowatt. Deren Leistung wird von acht Generatoren in elektrischen Strom umgewandelt, der wiederum für die Versorgung der Asynchronmotoren der ursprünglich acht Propellergondeln des Typs FS 3500-671 des Herstellers Lips verwendet wird. Im Rahmen der Aufrüstung 2009 wurden zwei weitere Propellergondeln am Heck ergänzt.
Die Solitaire wurde zunächst mit einem dreifach redundanten System zur dynamischen Positionierung der Klasse III ausgerüstet. Sie wurde dabei mit zwei der Typen ADP702 und einem ADP701 von Kongsberg ausgerüstet. In den Jahren 2008 und 2009 wurden diese Standalone-Lösungen durch integrierte Systeme der Typen K-POS 22 (zwei Systeme) und K-POS 12 (ein System) ersetzt, die mit dem Automatisierungssystem K-Chief 700 und dem Antriebssteuerungssystem K-Thrust über Ethernet vernetzt sind.

### Pipelinelege-Ausrüstung
Die Solitaire nutzt für das Verlegen der Pipelines das S-Lay-Verfahren. Dabei wird die geschweisste Pipeline über den „Stinger“, eine bogenförmige Stahlkonstruktion, ausser Bord geführt und auf den Grund des Meeres abgesenkt.
Die Verarbeitung der Pipeline-Segmente erfolgt dabei hoch automatisiert: Zuerst werden die „Single Joints“, das heisst einzelne Segmente mit einer Länge von 40 Fuss (etwa 12,2 m) auf zwei Schweissstationen zu „Double Joints“ verschweisst. Diese Double Joints werden in der sogenannten „Firing Line“, die sich praktisch über die komplette Länge des Schiffes in der Mitte erstreckt, zur Pipeline verschweisst. Dafür werden fünf Schweissstationen eingesetzt, wofür ein von Allseas entwickeltes automatisiertes Schweisssystem namens „Phoenix“ verwendet wird. Nach den Schweissstationen folgen eine Station zur Durchstrahlungsprüfung und vier Stationen zur Oberflächenbeschichtung, um den Korrosionsschutz zu erhöhen.
Ein Schweisszyklus dauert etwa drei Minuten, wodurch die Solitaire in der Lage ist, im Durchschnitt rund 5 Kilometer (km) Pipeline pro Tag zu verlegen. Der Rekord der Solitaire liegt allerdings bei über 9 km. Neben dem Rekord über die grösste Verlegelänge pro Tag hält sie in der Zwischenzeit auch den Rekord für die grösste Verlegetiefe mit 2775 m, in der sie zwei Pipelines mit acht und zehn Zoll verlegte. Darüber hinaus wurde eine 24-Zoll-Pipeline in einer Tiefe von 2550 m verlegt. Möglich wurden diese Höchstleistungen nur durch eine Verdopplung der Kapazität der drei „Tensioner“ – einer Art raupenförmige Halteklammer – auf 350 t pro Stück, die im Jahr 2005 durchgeführt wurde.

## Projekte
Mit der Castoro Sei und der Castoro 10, die beide Saipem gehören, arbeitete die Solitaire am Nord-Stream-Projekt zur Verlegung einer Gaspipeline durch die Ostsee. Mit ihrer Fertigstellung wurde sie die längste Unterwasser-Pipeline der Welt. Bereits 2006 arbeitete sie mit der Saipem 7000 am Langeled-Pipeline-Projekt, der zweitlängsten Unterwasser-Pipeline der Welt. Seit 2018 war sie zusammen mit der Pioneering Spirit am Bau der Nord-Stream-2-Pipeline beteiligt. Die Arbeiten wurden im Dezember 2019 aufgrund von Sanktionsandrohungen der USA unterbrochen.

## Spezialausrüstung
- Krane:
  - 2 × Kran zum Pipeline-Transfer mit einer Kapazität von 35 t bei 33 m Ausladung oder 18 t bei 42 m
  - 1 × Spezialkran mit einer Kapazität von 300 t bei 17 m oder 40 t bei 57 m
- Arbeitsstationen:
  - 2 × Schweissstation für Double Joints
  - 5 × Schweissstation für Pipeline
  - 1 × Station zur Durchstrahlungsprüfung
  - 4 × Station zum Beschichten
- Kapazität der Tensioner: 3 × 350 t bei 30 m/min
- Pipeline-Durchmesser: 2 bis 60 Zoll